# Signor Spaghetti
Signor Spaghetti est le héros éponyme d’une série de bande dessinée humoristique. Ce personnage est créé par le dessinateur Dino Attanasio en 1952, mais ses aventures ne sont publiées qu’à partir de 1957.

## Personnage
Il Signor Spaghetti, que l’on appellera par la suite « Spaghetti » tout court, apparaît d’abord dans des gags d’une ou deux pages avant de devenir le héros d'histoires longues en format album.
Dans l'album Spaghetti et la peintoure à l’houile, il se voit adjoindre un comparse, son cousin Prosciutto, un gaffeur et casse-pieds incorrigible qui l'entraîne dans les aventures les plus farfelues. Leurs relations reposent sur le ressort classique du duo désassorti : Spaghetti étant plus sournois, courageux et malin (mais avec un bon fond) et Prosciutto étant bon comme le pain, très naïf, peureux et gaffeur. Tous deux cèdent à des colères subites et dévastatrices.
Les jeux de mots basés sur l’accent italien prononcé et les gags visuels classiques (chutes, quiproquos…) sont à la base de la série.
Bien que vivant de manière quelque peu précaire, Spaghetti ne perd jamais sa bonne humeur, sauf quand il est entraîné dans quelque catastrophe par les initiatives malheureuses de Prosciutto. 

### Physique

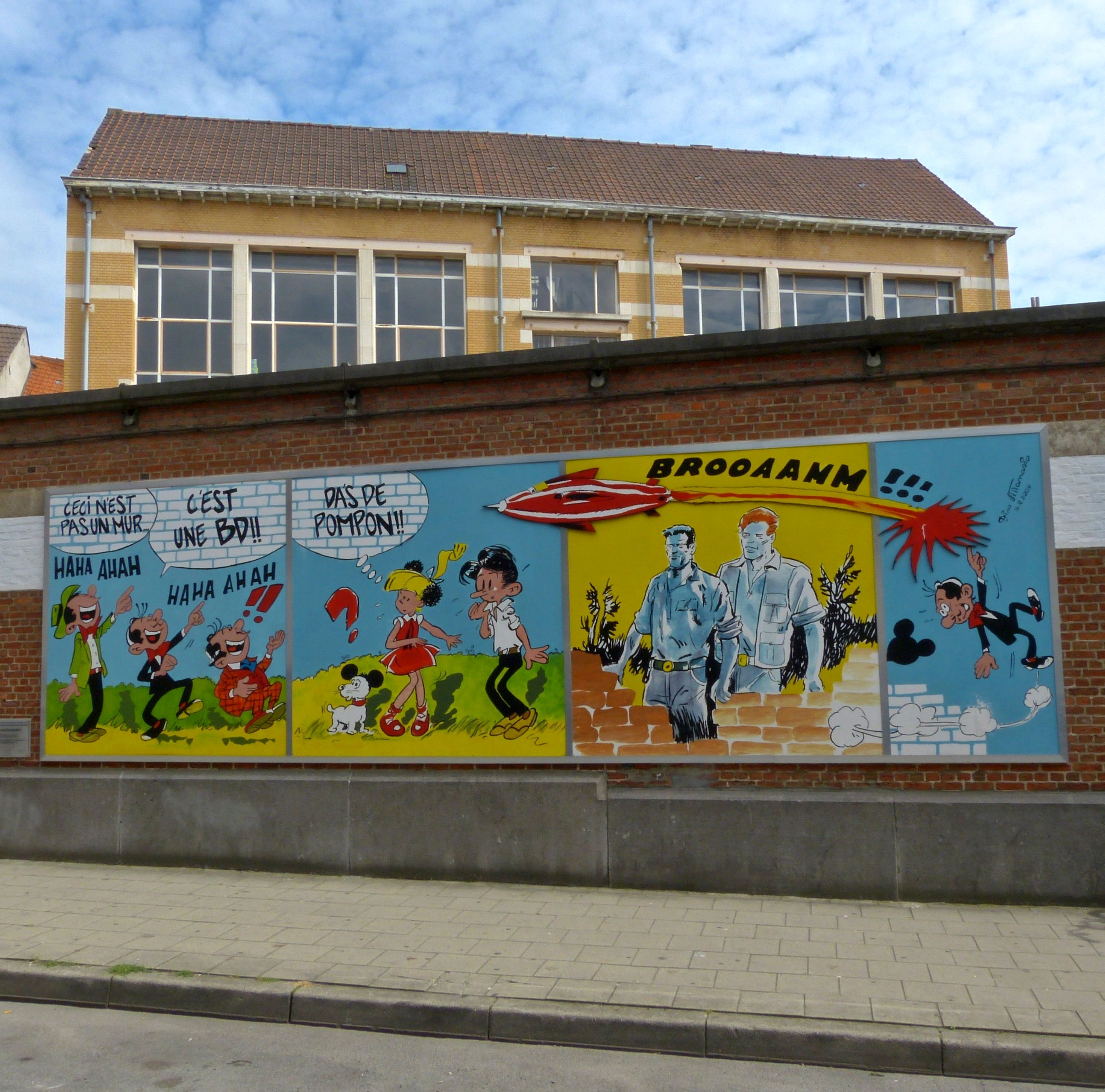
À droite de Félix (en vert), dans la première case de cette peinture murale située à Bruxelles, Signor Spaghetti (en habit noir) avec Prosciutto.

Spaghetti présente un physique d'Italien stéréotypé, lointainement inspiré de celui de son créateur. Brun, avec une petite moustache, il est d'abord mince avec un nez pointu. Son nez est ensuite raccourci, et son physique s'arrondit.

### Personnalité
Spaghetti est un immigré italien vivant en France et exerçant pour vivre de nombreux métiers. Bien que souvent au chômage et exerçant souvent des métiers manuels, il est toujours impeccablement habillé, porte un costume noir ainsi qu’un nœud papillon. Il s'exprime dans un français légèrement imparfait, avec un très fort accent italien.

## Création du personnage
Spaghetti a été initialement conçu par Dino Attanasio comme une sorte d’autoportrait parodique. À une époque où sa carrière tardait à démarrer, et pour se redonner le moral, l'auteur imagine un personnage d'immigré italien sympathique et débrouillard, conservant son enthousiasme en toute circonstance. En 1952, Dino Attanasio imagine le personnage de Signor Spaghetti mais ne l'utilise pas dans des histoires. En 1957, alors qu'il travaille pour le Journal de Tintin, le rédacteur en chef de l'époque, André Fernez, lui demande de rencontrer René Goscinny car celui-ci écrit de nombreux scénarios pour le journal. Attanasio évoque son personnage et Goscinny accepte de lui écrire une histoire courte. Celle-ci paraît en octobre de la même année sous le titre Signor Spaghetti guide dans l’édition belge du Journal de Tintin. 
D'abord héros de gags en une page, Signor Spaghetti accède rapidement aux histoires à suivre, toujours dessinées par Attanasio. La première aventure longue s'intitule Spaghetti et l’Émeraude rouge et paraît en avril 1959 dans le Journal de Tintin. Après 16 épisodes, en 1965, Goscinny passe la main à d'autres scénaristes, notamment Roger Francel, Sas, Yves Duval, Greg et Lucien Meys. La série s'arrête en 1979.
Spaghetti est une des séries oubliées de René Goscinny, occultée par ses séries à succès comme Astérix.

### Anecdotes
- Dans les histoires scénarisées par Goscinny, beaucoup de personnages portent des noms d’aliments : Provolone, Cannelloni, Ravioli, Ross Beef, Ossobuco, Zampone…
- Pierre Seron était assistant-décoriste de Dino Attanasio sur certaines histoires du Signor Spaghetti.

### Scénaristes
Outre René Goscinny, la série a été scénarisée par plusieurs auteurs :
- René Goscinny (tomes 1 à 9, 14 et 15)
- Roger Francel (tomes 10 à 13)
- Lucien Meys (tomes 1 et 2 de la nouvelle série)
- Edel (tome Michel Deligne)
- Greg (tome Dargaud)

## Albums
Série du Lombarddans les collections « Jeune Europe », « Histoires du journal Tintin », « Vedette »
1. Spaghetti et la peintoure à l’houile (1961)
2. Spaghetti et le talon d’Achille (1962)
3. Au rendez-vous des cyclistes (1963)
4. Spaghetti à Paris (1964)
5. Spaghetti à Venise (1965)
6. Spaghetti et le grand Zampone (1966)
7. La Double Vie de Prosciutto (1967)
8. Spaghetti à la fête (1967)
9. Le Rallye de Spaghetti (1968)
10. Spaghetti contrebandier (1969)
11. Spaghetti comédien (1970)
12. Le Trésor de la pyramide (1972)
13. Viva Spaghetti (1973)
14. Spaghetti et l’Émeraude rouge (1974)
15. L’Étonnante croisière du Signor Spaghetti (1976)

Nouvelle série
1. Y’a des os dans le spaghetti (Fleurus, 1975)
2. Spaghetti à toutes les sauces (Rossel, 1975)

Hors-série
- Liberté chérie (tirage de luxe édité à 1 000 exemplaires, Michel Deligne, 1977)
- L’Homme le plus intelligent du monde (Dargaud, 1982)

Série parallèle Spaghetti et Mandolina (Édition des Archers)
1. Les Tontons (1985)
2. Charter pour l’enfer (1986)

Rééditions
- Les Étonnantes Aventures du signor Spaghetti (Le Lombard collection « Les Classiques du rire », 1999)
- Zénial Spaghetti ! Ce recueil comprend les récits suivants :
  - Spaghetti et le grand hilarant
  - La légende de la pizza King (scénario: Bocquet et Fromental)
  - Le plan zénial (scénario: Bocquet et Fromental)
  - Les dindons de Noël (scénario: Bocquet et Fromental)
  - Spaghetti et l'explosion
  - Spaghetti Karaté et...  (Loup, 2000)
- Spaghetti et son frère de pizza (Loup, 2001)

- Spaghetti à Paris (Lombard - « Collection du lombard », 2008) - Contient : - Spaghetti et la peintoure à l'houile - Spaghetti et le Talon d'Achille - Spaghetti au rendez-vous des cyclistes - Spaghetti à Paris.

## Dessins animés
Dans les années 1960, quatre courts-métrages ont été réalisés d'après Spaghetti :
- Spaghetti à la romaine, produit par le studio Belvision[4]
- Spaghetti et la pizza redoutable
- Spaghetti à Hollywood
- Spaghetti Circus